# کلارنس گریفین
 کلارنس گریفین (انگلیسی: Clarence Griffin؛ زاده ۱۹ ژانویهٔ ۱۸۸۸ درگذشته ۲۸ مارس ۱۹۷۳) یک تنیس‌باز اهل ایالات متحده آمریکا بود. 